# 二木ゴルフ
二木ゴルフ（にきゴルフ）は、関東地方を中心にゴルフ用品のチェーンストアを全国展開するゴルフ用品専門店。本社は東京都板橋区清水町。営業本部は東京都北区赤羽一丁目。本店は発祥の地である東京都台東区上野六丁目（アメ横）にある。

## 概要

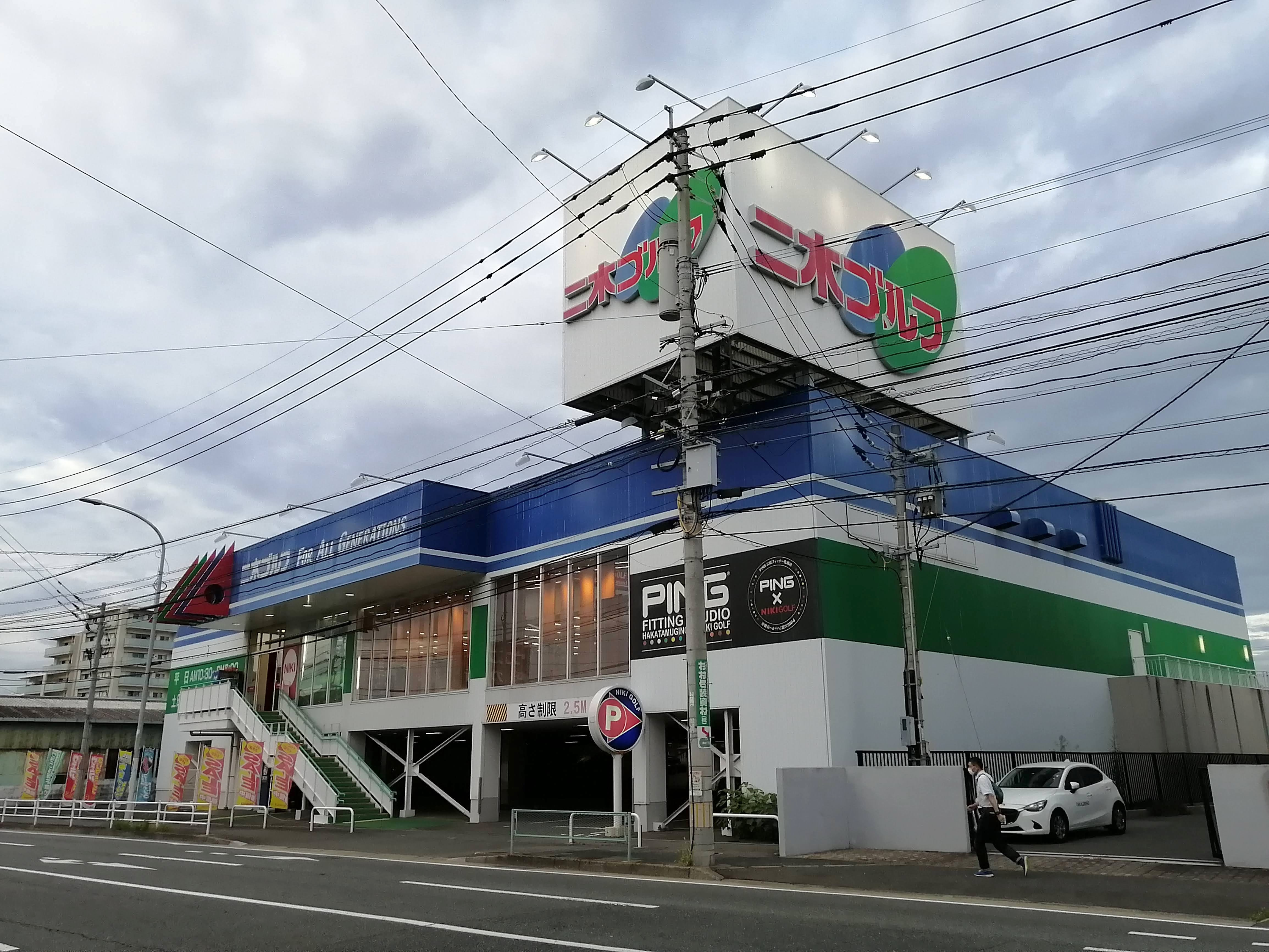
博多麦野店

1973年（昭和48年）「二木の菓子」のゴルフ事業部として創業、1979年（昭和54年）「株式会社ワールドスポーツエンタープライズ」（商標は「二木ゴルフ」）として設立。1994年（平成6年）から社名も「株式会社二木ゴルフ」とし、1999年（平成11年）二木正人が社長就任。
1947年（昭和22年）に二木源治が板橋に「二木食品工業所」を設立、菓子の製造・行商を始める。1949年（昭和24年）からアメ横に店舗を構え、小売・現金問屋となる。24年後の1973年（昭和48年）にゴルフ部門を設立、ゴルフ用品の販売に乗り出す。ゴルフ部門は6年後の1979年（昭和54年）に「株式会社ワールドスポーツエンタープライズ」として別法人化され「二木ゴルフ」が成立した。本社はゴルフ用品の販売を専門に行い、ゴルフ場の予約サービスなども行っているが、ゴルフ関連以外の事業は行っていない。
1973年（昭和48年）、アメ横に1号店を創業した。
東日本を中心に、北海道から福岡県まで全国展開を進め、店舗網、売り上げ規模ともに、母体となった二木の菓子を凌ぐ規模に成長している。

## コマーシャル
テレビコマーシャルには、最初は親会社・二木の菓子にも出演していた初代林家三平が出演。その後林家こん平を経て2011年現在は9代目林家正蔵を起用（林家こぶ平時代に収録、長年にわたり1993年に収録された旧バージョンを放映していたが、2002年に撮り直し、現在はその新バージョンを使用）。正蔵が歌うCMソングは、正蔵の趣味であるジャズのスウィングとゴルフのスイングをかけた内容となっている。

## 提供番組
2010年4月から少年隊の錦織一清をホストに起用した、同社一社提供のゴルフ番組『二木ゴルフ Presents ニッキゴルフ』（TOKYO MX）、2011年4月からは番組をリニューアルした『真・ニッキゴルフ』が放送されていた。通常のゴルフ番組と異なり、二木ゴルフが取り扱う各種ゴルフ用品の紹介コーナーに時間が割かれるなどショッピング番組的な特徴があった。